# Gong (divadlo)
Gong je pražská divadelní scéna. Sídlo má v Sokolovské ulici v městské části Libeň v Praze 9. Budova divadla byla postavena v 50. letech 20. století. V divadle se nacházejí dva sály. Větší má kapacitu 240 diváků, menší 60. Během představení je otevřena také divadelní kavárna Dřímota. Jihozápadní křídlo budovy je v pronájmu pojišťovny Slavia.

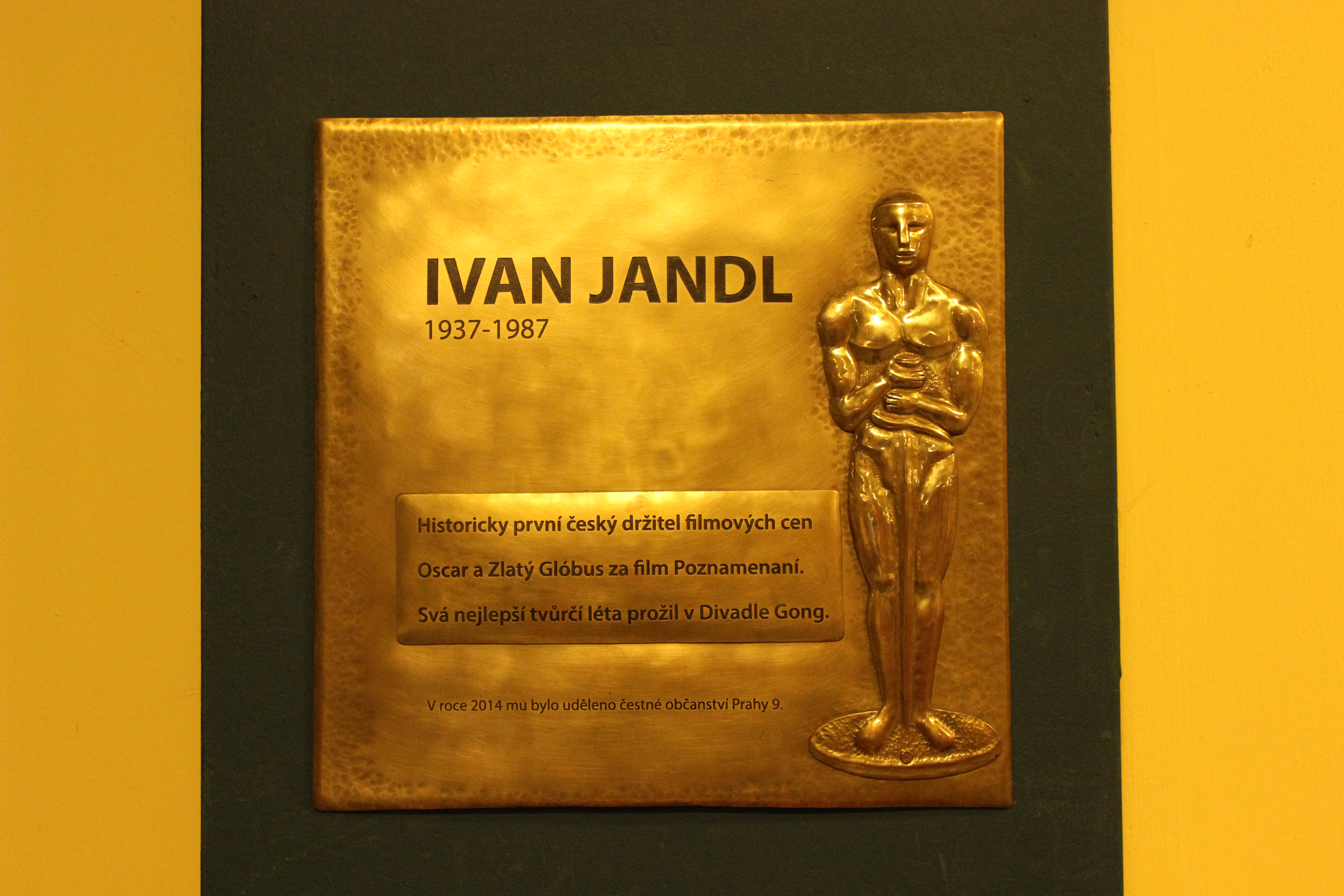
Pamětní deska věnovaná Ivanu Jandlovi

Umělecky činný zde byl herec a režisér Ivan Jandl, který tu připravoval představení, v nichž pod jeho vedením hráli například Jana Hlaváčová, začínající Naďa Konvalinková nebo Hynek Bočan. Ve foyeru divadla je umístěna jeho pamětní deska. Před přesídlením na Dobešku zde vystupovalo také divadlo Sklep. Roku 1983 zde pod názvem Obrazy a sochy uspořádala výstavu tehdy v Československu vládnoucím režimem zakázaných umělců kurátorka Alena Potůčková.
Po záplavách v roce 2002 zdejší prostory využíval soubor divadla v Dlouhé, který měl své dosavadní prostory zničeny velkou vodou. To zde uvádělo drama Lajka, Čchin a Gagarin připravené Aurelem Klimtem, jež se posléze stalo námětem pro film Lajka.
Na konci léta 2008 se v prostorách divadla uskutečnila výstava modelové železnice. V letech 2009–2010 prošla scéna rekonstrukcí za téměř šest milionů Kč, při níž bylo mimo jiné instalováno výsuvné hlediště. V prostorách divadla Gong se vedle klasických divadelních představení pořádají také koncerty, přednášky, výtvarné kurzy a akce pro děti. Gong je domovskou scénou pro divadelní spolek AHA!, který se zaměřuje na představení pro děti a mládež.
Před budovou divadla se nachází tramvajová zastávka „Divadlo Gong“, o přibližně 400 metrů dále stanice metra Českomoravská.